# Comité hospitalier international de l'ordre de Malte
Ne doit pas être confondu avec Comité international de l'ordre de Malte.
Le Comité hospitalier international de l'ordre de Malte est une association internationale à but non lucratif créée en 2005 pour organiser les actions humanitaires des différentes organisations de l'ordre souverain de Malte.